# Кесовия, Тереза
Тереза Кесовия (хорв. Tereza Kesovija; род. 1938) — хорватская певица, известная своим широким вокальным диапазоном голоса, сделавшая успешную карьеру во Франции.

## Биография
Родилась 3 октября 1938 года в Дубровнике, Королевство Югославия, росла в общине Конавле, где получила музыкальное образование.
Выигрывала конкурс молодых музыкантов в Любляне, Словения. Затем окончила программу игры на флейте в Загребской музыкальной академии, будучи еще студентом участвовала в музыкальных мероприятиях. В 1962 году, вскоре после начала своей профессиональной карьеры, выиграла свой первый международный конкурс в Сен-Венсане, Италия. После этого успеха певица гастролировала в СССР и записала там на фирме «Мелодия» мини-альбом с итальянскими песнями. В 1963 и 1964 годах гастролировала в СССР, Польше, Финляндии, Дании, Германии, Швейцарии, Норвегии и Швеции, где также выступала на телевидении.
В 1965 году Тереза Кесовия переехала во Францию. Несмотря на то, что не говорила по-французски, стала звездой. Вначале пела в кабаре, затем на эстраде. В 1967 году записала La chanson de Lara из фильма «Доктор Живаго». Затем записала свой второй французский альбом C’est ma chanson  с песней Je l'aime, je l'aime, который был продан тиражом в  более чем в 160 000 экземпляров. С песней  Bien plus fort, Тереза была выбрана Грейс Келли представлять Монако на Евровидении. В 1968 году вместе с Энрико Масиасом она выступала в концертном зале Олимпия в Париже. В это время была женой певца Миро Унгара, с которым развелась в 1973 году.
Имя Терезы Кесовия стало всемирно известным в 1970-х годах. Она исполняла югославские и французские песни. Выступала на многих многих известных музыкальных фестивалях в Мехико, Рио-де-Жанейро, Сопоте, Пальма-де-Майорке, Софии, Стамбуле и других. В Югославии она была удостоена звания лучшей певицы года за шестилетие выступлений в 1974—1979 годах.
Тереза Кесовия была удостоена многих золотых пластинок, несколько раз выигрывала югославскую награду «Золотая птица» за лучшие продажи своих пластинок. В 1972 году представляла Югославию на Евровидении с песней 'Muzika i ti, заняв там девятое место и записав французскую версию этой песни La Musique et toi. Затем переехала из Парижа в Загреб. Записывалась на EMI, гастролировала в Египте, Мексике, Японии, США, Германии и  Восточной Европе, включая СССР. В конце 1970-х годов она была на высоте своей славы. Являлась любимой певицей югославского президента Иосипа Броз Тито.